# Eratóstenes
Eratóstenes de Cirene (Cirene, 276 a. C. -
Alejandría, 194 a. C.) fue un polímata, matemático, astrónomo y geógrafo griego de origen cirenaico. Concibió por primera vez la geografía como una disciplina sistemática, desarrollando una terminología que todavía se utiliza en la actualidad.
Es conocido principalmente por ser la primera persona en calcular el diámetro y la circunferencia de la Tierra, lo que hizo al comparar las altitudes del Sol del mediodía en dos lugares separados por una distancia norte-sur conocida. Su cálculo fue notablemente preciso. También fue el primero en calcular la inclinación del eje de la Tierra (nuevamente con notable precisión). Además, pudo haber estimado la distancia desde la Tierra hasta el Sol e ideó intercalar cada cuatro años un día adicional en los calendarios, produciendo el año bisiesto. Creó el primer mapamundi, incorporando paralelos y meridianos basados en el conocimiento geográfico disponible de su época. 
Su nombre, en griego antiguo, se escribe Ἐρατοσθένης (Eratosthénēs o [eratoszénes]).

## Biografía
Eratóstenes, hijo de Aglaos, nació en 276 a. C. en Cirene (en la actual Libia). Estudió en Alejandría (norte de Egipto) y, durante algún tiempo, en Atenas. Fue discípulo de Aristón de Quíos, de Lisanias de Cirene y del poeta Calímaco. También fue gran amigo de Arquímedes. En el año 236 a. C., Ptolomeo III lo llamó para que se hiciera cargo de la Biblioteca de Alejandría, puesto que ocupó hasta el fin de sus días. La Suda afirma que, tras perder la vista, se dejó morir de hambre a la edad de 80 años; sin embargo, Luciano de Samosata y Censorino afirman que llegó a la edad de 82 años.
Eratóstenes poseía una gran variedad de conocimientos y aptitudes para el estudio: astrónomo, poeta, geógrafo y filósofo, su apellido fue Pentathlos, nombre que se reservaba al atleta vencedor en las cinco competiciones de los Juegos Olímpicos en la Antigüedad.
Suidas afirma que también era conocido como el segundo Platón y diversos autores dicen que se le daba el sobrenombre de Beta, por la segunda letra del alfabeto griego, porque ocupó el segundo lugar en todas las ramas de la ciencia que cultivó.

## Esfera armilar
A Eratóstenes se le atribuye la invención, hacia el 255 a. C., de la esfera armilar, que aún se empleaba en el siglo XVII. Aunque debió usar este instrumento para diversas observaciones astronómicas, solo queda constancia de la que le condujo a la determinación de la oblicuidad de la eclíptica. Determinó que el intervalo entre los trópicos (el doble de la oblicuidad de la eclíptica) equivalía a los 11/83 de la circunferencia terrestre completa, resultando para dicha oblicuidad 23°51'19", cifra que posteriormente adoptaría el astrónomo Claudio Ptolomeo.
Según algunos historiadores, Eratóstenes obtuvo un valor de 24° y el refinamiento del resultado se debió hasta 11/83 al propio Ptolomeo. Además, según Eusebio de Cesarea, dedujo que la distancia al Sol era de 804 000 000 o de 4 080 000 estadios (según diferentes traducciones), la distancia a la Luna 780 000 estadios y, según Macrobio, que el diámetro del Sol era 27 veces mayor que el de la Tierra. Realmente el diámetro del Sol es 109 veces el de la Tierra y la distancia a la Luna es casi tres veces la calculada por Eratóstenes, pero el cálculo de la distancia al Sol, admitiendo que el estadio empleado fuera de 185 metros, en la estimación de 804 000 000 estadios da 148 752 060 km, muy similar a la unidad astronómica actual. A pesar de que se le atribuye frecuentemente la obra Katasterismoi, que contiene la nomenclatura de 44 constelaciones y 675 estrellas, los críticos niegan que fuera escrita por él, por lo que se suele designar Pseudo-Eratóstenes a su autor.

## Medición de las dimensiones de la Tierra

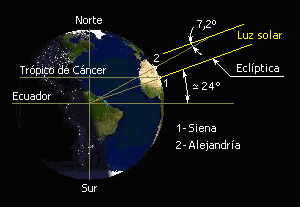
En el solsticio de verano, los rayos solares inciden perpendicularmente sobre Siena (Asuán). En Alejandría, más al norte, midiendo la altura de un edificio y la longitud de la sombra que proyecta, se puede determinar el ángulo formado con el plano de la eclíptica, en el que se encuentran el Sol y la ciudad de Siena, ángulo que es precisamente la diferencia de latitud entre ambas ciudades. Conocida esta, basta medir el arco de circunferencia y extrapolar el resultado a la circunferencia completa (360°).

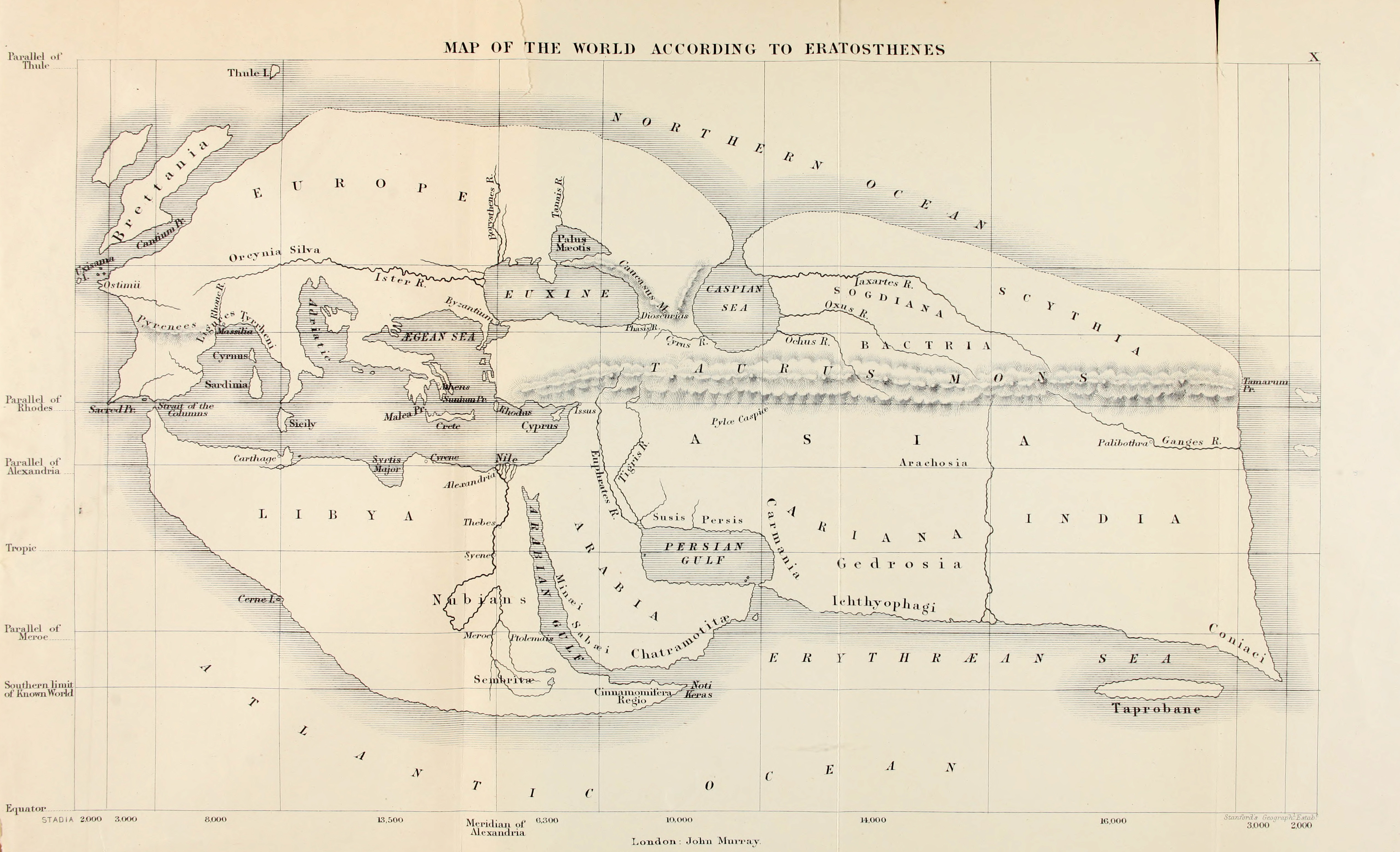
Reconstrucción del (según Bunbury) del mapa de Eratóstenes del mundo conocido en su época.

El principal motivo de su celebridad es sin duda la determinación del tamaño de la Tierra. Para ello inventó y empleó un método trigonométrico, además de las nociones de latitud y longitud, al parecer ya introducidas por Dicearco, por lo que bien merece el título de padre de la geodesia.
Por referencias obtenidas de un papiro de su biblioteca, sabía que en Siena (hoy Asuán, Egipto) el día del solsticio de verano los objetos verticales no proyectaban sombra alguna y la luz alumbraba el fondo de los pozos; esto significaba que la ciudad estaba situada justamente sobre la línea del trópico de Cáncer, y su latitud era igual a la de la eclíptica que ya conocía. Eratóstenes, suponiendo que Siena y Alejandría tenían la misma longitud (realmente distan 3°) y que el Sol se encontraba tan alejado de la Tierra que sus rayos podían suponerse paralelos, midió la sombra en Alejandría el mismo día del solsticio de verano al mediodía, demostrando que el cenit de la ciudad distaba 1/50 parte de la circunferencia, es decir, 7°12' del de Alejandría. Según Cleomedes, Eratóstenes se sirvió del scaphium o gnomon (un protocuadrante solar) para el cálculo de dicha cantidad.
Posteriormente, tomó la distancia estimada por las caravanas que comerciaban entre ambas ciudades, aunque bien pudo obtener el dato en la propia Biblioteca de Alejandría, fijándola en 5000 estadios, de donde dedujo que la circunferencia de la Tierra era de 250 000 estadios, resultado que posteriormente elevó hasta 252 000 estadios, de modo que a cada grado correspondieran 700 estadios. También se afirma que Eratóstenes, para calcular la distancia entre las dos ciudades, se valió de un regimiento de soldados que diera pasos de tamaño uniforme y los contara.
Admitiendo que Eratóstenes usase el estadio ático-italiano de 184,8 m, que era el que solía utilizarse por los griegos de Alejandría en aquella época, el error cometido sería de 6192 kilómetros (un 15 %). Sin embargo, hay quien defiende que empleó el estadio egipcio (300 codos de 52,4 cm), en cuyo caso la circunferencia polar calculada hubiera sido de 39 614 km, frente a los 40 008 km considerados en la actualidad, es decir, un error de menos del 1 %.
Ahora bien, es imposible que Eratóstenes diera con la medida exacta de la circunferencia de la Tierra debido a errores en los supuestos que calculó. Tuvo que haber tenido un margen de error considerable y por lo tanto no pudo haber usado el estadio egipcio:
1. Supuso que la Tierra es perfectamente esférica, lo que no es cierto. Un grado de latitud no representa exactamente la misma distancia en todas las latitudes, sino que varía ligeramente de 110,57 km en el Ecuador hasta 111,7 km en los Polos. Por eso no podemos suponer que 7° entre Alejandría y Siena representen la misma distancia que 7° en cualquier otro lugar a lo largo de todo el meridiano.
2. Supuso que Siena y Alejandría se encontraban situadas sobre un mismo meridiano, lo cual no es así, ya que hay una diferencia de 3 grados de longitud entre ambas ciudades.
3. La distancia real entre Alejandría y Siena (hoy Asuán) no es de 924 km (5000 estadios ático-italiano de 184,8 m por estadio), sino de 843 km (distancia aérea y entre los centros de las dos ciudades), lo que representa una diferencia de 81 km.
4. Realmente Siena no está ubicada exactamente sobre el paralelo del trópico de cáncer (los puntos donde los rayos del sol caen verticalmente a la tierra en el solsticio de verano). En realidad, se encuentra situada a 72 km (desde el centro de la ciudad). Pero debido a que las variaciones del eje de la Tierra fluctúan entre 22,1 y 24,5° en un período de 41 000 años, hace 2000 años se encontraba a 41 km.
5. La medida de la sombra que se proyectó sobre la vara de Eratóstenes hace 2200 años debió ser de 7,5° o 1/48 parte de una circunferencia y no 7,2° o 1/50 parte. Puesto que en aquella época no existía el cálculo trigonométrico, para calcular el ángulo de la sombra, Eratóstenes pudo haberse valido de un compás,[7] para medir directamente dicho ángulo, lo que no permite una medida tan precisa.

Si se rehace el cálculo de Eratóstenes con la distancia y medida angular exacta desde Alejandría hasta el lugar geográfico situado justo en la intersección del meridiano que pasa por Alejandría con el paralelo del trópico de cáncer, se obtiene un valor de 40 074 km para la circunferencia terrestre. Eso representa solamente 66 km o un 0,16 % de error de la circunferencia real de la Tierra medida por satélites avanzados, que es de 40 008 km, lo que demuestra la validez de su razonamiento. Esta ligera diferencia se debe a que la distancia entre Alejandría y la línea del trópico de cáncer es 1/46 parte de una circunferencia, pero la Tierra no es una esfera perfecta.
Posidonio rehízo el cálculo de Eratóstenes 150 años más tarde y obtuvo una circunferencia sensiblemente menor. Este valor fue adoptado por Ptolomeo y fue en el que probablemente se basó Cristóbal Colón para justificar la viabilidad del viaje a las Indias por occidente. Con las mediciones de Eratóstenes, el viaje no se habría llegado a realizar, al menos en aquella época y con aquellos medios, aceptando solo las certezas científicas. Los doctores consultados en Salamanca, a petición real, se basaron en ellos para determinar que el objetivo principal —llegar a China y Japón— era imposible dada la distancia. Finalmente, la empresa fue aprobada por la reina, con base en testimonios y cartas de marear que obraban en poder de los socios de Colón mencionando tierras a corta distancia al Oeste de Azores, por las ventajas estratégicas y comerciales que preveía el proyecto y sobre objetivos secundarios, como la condición de Colón de obtener prebendas y porcentajes sobre las tierras que descubriera en camino.
El trabajo de Eratóstenes es considerado por algunos el primer intento científico en medir las dimensiones de nuestro planeta, ya que se hicieron otros cálculos y se perfeccionaron siglos después por estudiosos tales como el califa Al-Mamun y Jean François Fernel.

## Matemáticas
Se le debe un procedimiento, conocido como la Criba de Eratóstenes, para obtener de un modo rápido todos los números primos menores que un número dado. La versión informática de este procedimiento (algoritmo) se ha convertido con los años en un método estándar para caracterizar o comparar la eficacia de diferentes lenguajes de programación.
Eratóstenes también midió la oblicuidad de la eclíptica (la inclinación del eje terrestre) con un error de solo 7' de arco, y creó un catálogo (actualmente perdido) de 675 estrellas fijas. Su obra más importante fue un tratado de geografía general llamado Geographica (en griego Γεωγραφικά, Geographika). En esta obra Eratóstenes describió y cartografió todo su mundo conocido, incluso dividiendo la Tierra en cinco zonas climáticas: dos zonas de congelación alrededor de los polos, dos zonas templadas y una zona que abarca el ecuador y los trópicos. Colocó rejillas de líneas superpuestas sobre los mapas que representaban la superficie de la Tierra. Usó paralelos y meridianos para vincular todos los lugares del mundo. Ahora era posible estimar la distancia desde ubicaciones remotas con esta red sobre la superficie de la Tierra. En Geographica se mostraron los nombres de más de 400 ciudades y sus ubicaciones.

## Otros trabajos
Eratóstenes era una de las figuras eruditas más preeminentes de su tiempo, y produjo trabajos que cubren un área extensa de conocimiento antes y durante su tiempo en la Biblioteca. Escribió sobre muchos temas: geografía, matemáticas, filosofía, cronología, crítica literaria, gramática, poesía e incluso comedias antiguas. Desafortunadamente, solo quedan fragmentos de sus obras después de la Destrucción de la Biblioteca de Alejandría. La obra poética de Eratóstenes comprende dos obras: Erigone, elogiada repetidamente por Longino, y Hermes, la más conocida, poema de asunto astronómico y geográfico que trata de la forma de la Tierra, de su temperatura, de los diferentes climas y de las constelaciones. Escribió varios tratados sobre filosofía moral y se le atribuyen, sin certeza, otras obras filosóficas. Su primer trabajo, llamado Platonikos (platonicus), contempla la filosofía de Platón desde un punto de vista matemático. De acuerdo a Teón de Esmirna, un matemático pitagórico, el trabajo de Eratóstenes estudió definiciones básicas de geometría y aritmética, y abarcó temas como la música. Sus producciones históricas estuvieron ligadas íntimamente a las matemáticas, y su obra más importante en esta disciplina fue la Cronografía, en la que recoge las fechas de los acontecimientos literarios y políticos más importantes. Se cree que Las Olimpiadas, citadas por Diógenes Laercio y Ateneo, formaban parte de la Cronografía. También escribió un tratado Sobre la antigua comedia ática, del que son fragmentos Architectonicos y Skenographicos, en los que trató de la decoración, el vestuario, la declamación y el argumento de obras de Aristófanes y de Cratino, entre otros. También estudió la obra de Homero y escribió una biografía sobre la vida del poeta que no ha llegado hasta nuestros días. En la citada Eratosthenica, Bernhardy compiló la lista de todas las obras atribuidas a Eratóstenes, así como los fragmentos de sus escritos entonces conocidos, con excepción de Katasterismoi.
Inventó el mesolabio, uno de los primeros instrumentos descubiertos que es una primitiva calculadora.

## Eponimia

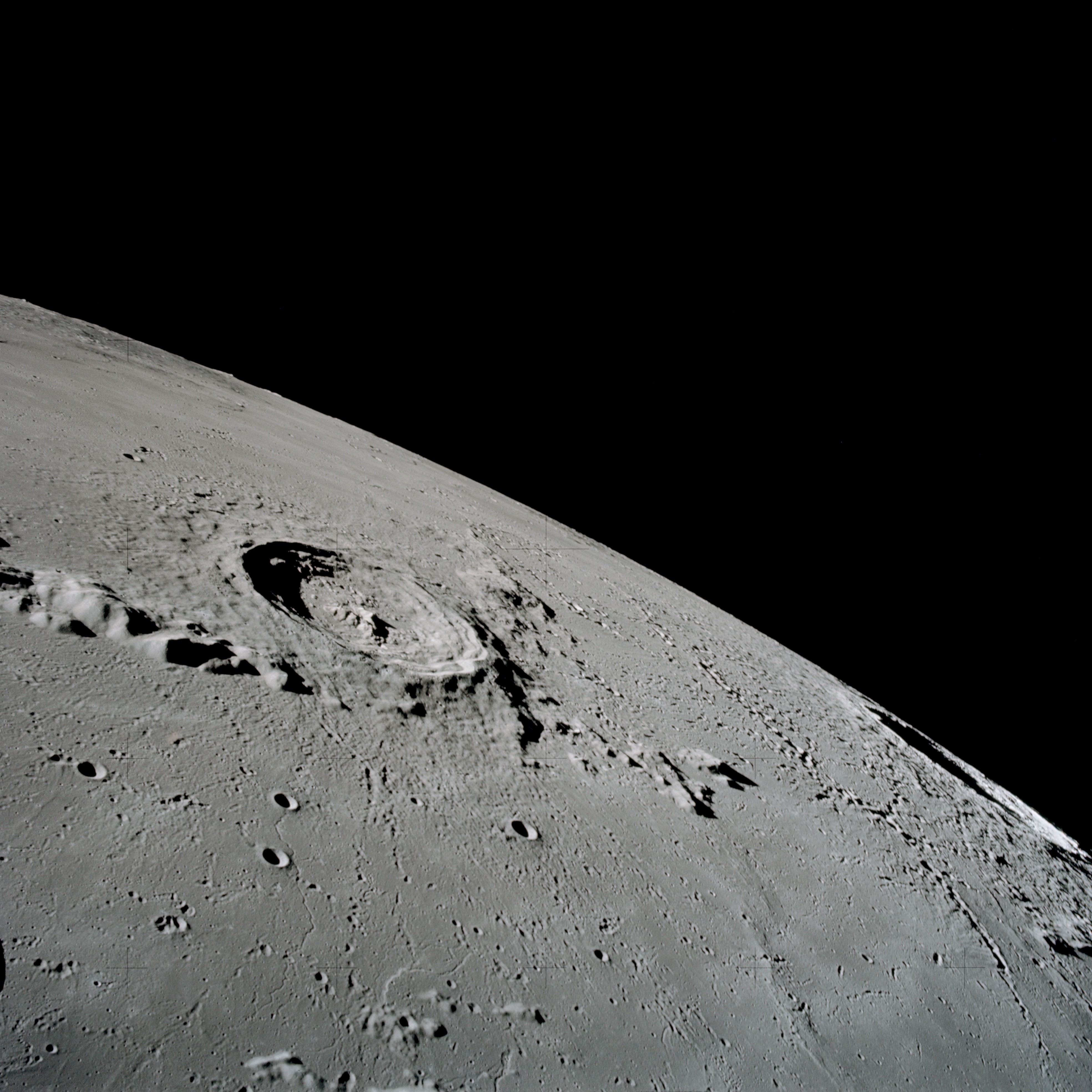
El cráter Eratóstenes

- El monte submarino Eratóstenes situado en el mar Mediterráneo lleva su nombre.
- El cráter lunar Eratosthenes[16] también lleva su nombre.
- El periodo Eratosteniano en la escala de tiempo geológico lunar se llama así en su honor.
- El asteroide (3251) Eratosthenes también conmemora su nombre.[17]